# علي علوب
علي علوب، لاعب كرة قدم قطري , من مواليد 1 يناير 1993.
لعب سابقاً مع نادي الغرافة ونادي السيلية ونادي معيذر ونادي الخريطيات والنادي العربي ونادي الخور .